# Synaphris agaetensis
Espèce
Synaphris agaetensis est une espèce d'araignées aranéomorphes de la famille des Synaphridae.

## Distribution
Cette espèce est endémique de la Grande Canarie aux îles Canaries en Espagne,.

## Description
Le mâle holotype mesure 0,85 mm.

## Systématique et taxinomie
Cette espèce a été décrite par Wunderlich en 1987.

## Étymologie
Son nom d'espèce, composé de agaet[e] et du suffixe latin -ensis, « qui vit dans, qui habite », lui a été donné en référence au lieu de sa découverte, Agaete.

## Publication originale
- Wunderlich, 1987 : Die Spinnen der Kanarischen Inseln und Madeiras: Adaptive Radiation, Biogeographie, Revisionen und Neubeschreibungen. Triops Verlag, Langen, West Germany (texte intégral).